# هالم اف۱
هالم اف۱ (Hulme F1) خودرویی است که در سال‌های unknownتولید شده‌است. 
این خودرو در کلاس خودرو اسپورت قرار گرفته، طول آن در حالت طبیعی ۱۸۱٫۵ اینچ (۴٬۶۱۰ میلیمتر)، عرض آن در حالت طبیعی ۷۷٫۰۸ اینچ (۱٬۹۵۸ میلیمتر)، ارتفاع آن در حالت طبیعی ۴۳٫۰۹ اینچ (۱٬۰۹۴ میلیمتر) و  وزن آن در حالت طبیعی ۲٬۱۸۲٫۷ پوند (۹۹۰٫۱ کیلوگرم)  است. 